# Авеньо
Авѐньо (на италиански: Avegno; на лигурски: Avëgno) е община в Северна Италия, провинция Генуа, регион Лигурия. Разположено е на 40 m надморска височина. Населението на общината е 2531 души (към 2011 г.).
Административен център на общината е село Молино Нуово (Molino Nuovo).